# 陳穎 (羽毛球運動員)
陳穎（1971年12月1日—），是一名已退役中國女子羽球運動員，後來到美國發展。
1990年，陳穎贏得波蘭羽球公開賽女子單打、女子雙打兩項冠軍。1993年，她與吳宇紅一起在世界羽球錦標賽女子雙打比賽中獲得銀牌。同年，兩人贏得了中國羽球公開賽和香港羽球公開賽女子雙打冠軍。在1994年的優霸盃上，她代表的中國隊在決賽輸給了印尼，獲得亞軍。在她唯一參加的1996年亞特蘭大奧運會上，她與彭新勇在女子雙打比賽中獲得第五名。

## 外部連結
- 陳穎在世界羽球聯盟的登錄資料